# Люти рид
Люти рид или Карабаир, или Карадаг, или Чиста планина (на гръцки: Σύμβολο, Символо, катаревуса: Σύμβολον, Символон, на турски: Çista Orman, Чиста орман) е ниска планина в Егейска Македония, Северна Гърция, висока 692 m.
Планината е разположена на територията на дем Кушница, на западния бряг на Кавалския залив в посока югозапад-североизток. На северозапад река Лъджа (Мармара, Ксиропотамос или Илидже дере) я отделя от планината Кушница (Пангео). Едно от имената ѝ идва от разположеното в нея село Чиста.
Скалите на планината са гнайси и мрамори.
По склоновете на върховете Чал (Агриада) и Кучкар (Куцикари) има две малки пещери – Месия-Мелиса (ASM 6622) и една анонимна (ASM 6623). Първата е и от археологически интерес.
Върхът може да се изкачи лесно от село Дрезна (Мириофито, 300 m) за около 1 час.
| Име           | Име                  | Височина | Местоположение                                   |
| ------------- | -------------------- | -------- | ------------------------------------------------ |
| Чал           | Αγριάδα, Τσαλί       | 692 m    | ССЗ над Дрезна (Мириофито)                       |
| Айлияс        | Αηλιάς               | 540 m    | СЗ над Чиста (Фолия)                             |
| Грамени Петра | Γραμμένη Πέτρα       | 522 m    | ЗЮЗ над Чиста (Фолия)                            |
| Коджа Каран   | Καψάλα, Κοτζά Καράν  | 647 m    | З над Дрезна (Мириофито) и ИСИ над Чиста (Фолия) |
| Кока          | Κόκα                 | 540 m    | СЗ над Чиста (Фолия)                             |
| Кучкар        | Κουτσικάρι           | 514 m    | Ю от Деве Каран                                  |
| Армут Каран   | Λιμέρι, Αρμούτ Καράν | 602 m    | С над Чиста (Фолия)                              |
| Скуфадокорифи | Σκουφαδοκορυφή       | 668 m    |                                                  |
| Сивритепе     | Φτέρνες, Σιβρή Τεπέ  | 660 m    | СИ над Дрезна (Мириофито)                        |